# Peithona prionoides
Peithona prionoides är en skalbaggsart som beskrevs av Charles Joseph Gahan 1906. Peithona prionoides ingår i släktet Peithona och familjen långhorningar.
Artens utbredningsområde är Taiwan. Inga underarter finns listade i Catalogue of Life.